# Rhopalocerus mirei
Rhopalocerus mirei là một loài bọ cánh cứng trong họ Zopheridae. Loài này được Slipinski & Burakowski miêu tả khoa học năm 1988.